# Mallada sanvitoresi
Mallada sanvitoresi är en insektsart som först beskrevs av Navás 1914.  Mallada sanvitoresi ingår i släktet Mallada och familjen guldögonsländor. Inga underarter finns listade i Catalogue of Life.